# Vaccinium arboreum
Vaccinium arboreum es una especie de planta fanerógama perteneciente a la familia Ericaceae.

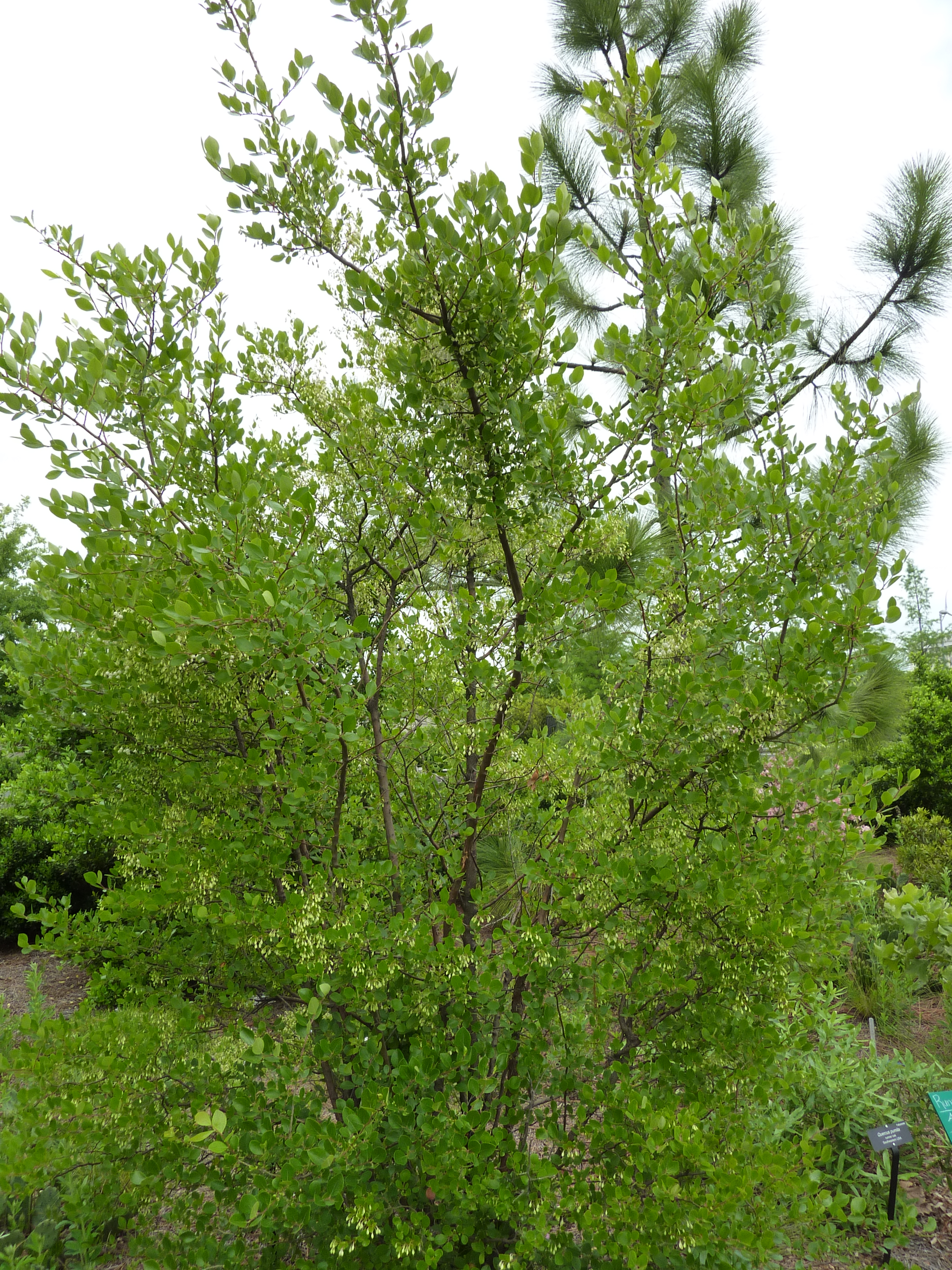
Vista de la planta

## Hábitat
Es originario de las zonas septentrionales del hemisferio Norte, en especial de Norteamérica.

## Características
Es un arbusto (raramente un pequeño árbol) que alcanza 3-5 metros de altura con hojas perennes en el sur y caducas en el norte donde son más fríos los inviernos. Las hojas son ovales de 3-7 cm de largo y 2-4 cm de ancho con margen liso o finamente dentado. Las flores son blancas y acampanadas con una corola de cinco lóbulos agrupadas en racimos de hasta 5 cm de largo. La fruta es una baya seca y redonda, negra cuando madura que es comestible pero amarga.

## Propiedades
- Astringente, se utiliza su corteza o sus bayas en diarreas.
- En aplicaciones externas para tratar la faringitis, conjuntivitis, leucorrea.

## Taxonomía
Vaccinium arboreum fue descrita por Humphrey Marshall y publicado en Arbustrum Americanum 157. 1785.
Etimología
Ver:  Vaccinium
arboreum: epíteto latíno que significa "como un árbol".
Sinonimia
- Batodendron andrachniforme Small
- Batodendron arboreum (Marsh.) Nutt.
- Vaccinium arboreum var. glaucescens (Greene) Sarg.[3]